# Canada Cup 2000
La Canada Cup de 2000 fue la tercera edición del torneo femenino de rugby.

## Equipos participantes
- Selección femenina de rugby de Canadá
- Selección femenina de rugby de Estados Unidos
- Selección femenina de rugby de Inglaterra
- Selección femenina de rugby de Nueva Zelanda

## Posiciones
| Pos. | Equipo         | Encuentros | Encuentros | Encuentros | Encuentros | Tantos  | Tantos    | Tantos     | Puntos Totales |
| Pos. | Equipo         | jugados    | ganados    | empatados  | perdidos   | a favor | en contra | diferencia | Puntos Totales |
| ---- | -------------- | ---------- | ---------- | ---------- | ---------- | ------- | --------- | ---------- | -------------- |
| 1    | Nueva Zelanda  | 3          | 3          | 0          | 0          | 118     | 13        | + 105      | 6              |
| 2    | Inglaterra     | 3          | 2          | 0          | 1          | 88      | 49        | + 39       | 4              |
| 3    | Estados Unidos | 3          | 1          | 0          | 2          | 22      | 85        | - 63       | 2              |
| 4    | Canadá         | 3          | 0          | 0          | 3          | 19      | 90        | - 71       | 0              |

## Resultados
| 23 de septiembre | Canadá | 0 - 41 | Nueva Zelanda |  |  |

| 23 de septiembre | Inglaterra | 31 - 7 | Estados Unidos |  |  |

| 27 de septiembre | Canadá | 10 - 34 | Inglaterra |  |  |

| 27 de septiembre | Nueva Zelanda | 45 - 0 | Estados Unidos |  |  |

| 30 de septiembre | Canadá | 9 - 15 | Estados Unidos |  |  |

| 30 de septiembre | Inglaterra | 13 - 32 | Nueva Zelanda |  |  |

| Bandera de Nueva Zelanda |
| Campeón Nueva Zelanda    |